# Segregacionista
Segregacionista (jiným názvem též Rasista, anglicky "Segregationist") je sci-fi povídka spisovatele Isaaca Asimova. Autor ji napsal v dubnu 1967 a poprvé vyšla v prosinci 1967 v časopise Abbottempo. Byla následně zařazena do sbírek Nightfall and Other Stories (1969), The Complete Robot (1982) a Robot Visions (1990). Česky vyšla např. ve sbírce Robohistorie I. (2004).

## Děj
Příběh se odehrává v budoucnosti, kde se běžně transplantují lidem robotické protézy a robotům (známým jako Metalové, kteří mají stejná práva jako lidé) zase implantáty organického původu.
Na operačním sále se připravuje operace jistého senátora. Chirurg s ním probíhá jeho volbu, senátor si vybral kovové kybersrdce a chirurg mu nabízí alternativu - polymerové srdce s komplexní bílkovinnou strukturou, které by dle jeho názoru bylo nejvhodnější. Senátor však tvrdošíjně lpí na kybersrdci z titanové slitiny.
Když pak chirurg probírá senátorovu volbu s přítomným „lék-inžem“, vyjádří přesvědčení, že lidé by neměli přijímat kovové implantáty a roboti zase organické. Dle něj by nemělo docházet ke křížení, každý by měl být hrdý na svou podstatu. Poté strčí své robotické ruce do pece, aby je před operací důkladně sterilizoval, čímž je naznačeno, že se jedná o robota.

## Česká vydání
Česky vyšla povídka v následujících sbírkách nebo antologiích:
Pod názvem Segregacionista:
- Robohistorie I. (Triton, 2004)[1]

Pod názvem Rasista:
- Vize robotů (Knižní klub, 1994)[2]